# Scheeresberg (Leichlingen)
Scheeresberg ist eine Ortslage in der Stadt Leichlingen (Rheinland) im Rheinisch-Bergischen Kreis. Die Ortslage ist heute nicht mehr als eigenständiger Wohnplatz wahrnehmbar, sondern Teil der Vorstadt Leichlingens.

## Lage und Beschreibung
Scheeresberg liegt westlich des Leichlinger Stadtzentrums im Bereich der Gertraud-Theis-Straße. Der Siedlungskern des Wohnplatzes ist in der geschlossenen Wohn- und Gewerbebebauung aufgegangen, der gesamte Ortsbereich ist heute Teil des Leichlinger Kernorts. Westlich von dem Ort verläuft die Bahnstrecke Gruiten–Köln-Mülheim.
Benachbarte, zumeist die in südwestliche und südliche Vorstadt Leichlingens aufgegangene Orte sind neben dem Stadtzentrum mit Breuhaus und Am Hammer, Kaltenberg, Windgesheide, Brücke, Brückerfeld, Staderhof, Bockstiege, Windfahne, Unterschmitte, Pastorat, Hüttchen, Merlenforst und Bahnhof.

## Geschichte
Die Topographische Aufnahme der Rheinlande von 1825 verzeichnet den Ort als Schreerberg, allerdings an falscher Stelle. Ab der Preußischen Neuaufnahme von 1892 ist der Ort auf Messtischblättern bis Mitte des 20. Jahrhunderts regelmäßig als Scheeresberg verzeichnet.
1832 gehörte der Ort unter dem Namen Scherersberg der Bürgermeisterei Leichlingen an. Der laut der Statistik und Topographie des Regierungsbezirks Düsseldorf als Ackergut kategorisierte Ort besaß zu dieser Zeit ein Wohnhaus und ein landwirtschaftliches Gebäude. Zu dieser Zeit lebten neun Einwohner im Ort, allesamt evangelischen Bekenntnisses. 1867 wurde am Ort die Bahnstrecke Gruiten–Köln-Mülheim eröffnet. 
Die Gemeinde- und Gutbezirksstatistik der Rheinprovinz führt Scherresberg 1871 mit vier Wohnhäusern und 26 Einwohnern auf. Im Gemeindelexikon für die Provinz Rheinland werden 1885 vier Wohnhäuser mit 33 Einwohnern angegeben. 1895 besitzt der Ort 18 Wohnhäuser mit 93 Einwohnern, 1905 20 Wohnhäuser mit 102 Einwohnern.
Bis in den Anfang des 20. Jahrhunderts besaß Scheeresberg eine eigenständige Lage. Im Laufe der Zeit verdichtete sich die Wohn- und Gewerbebebauung und der Ort ging in den Leichlinger Kernort auf. 